# Kwanja (peuple)
Pour les articles homonymes, voir Kwanja.

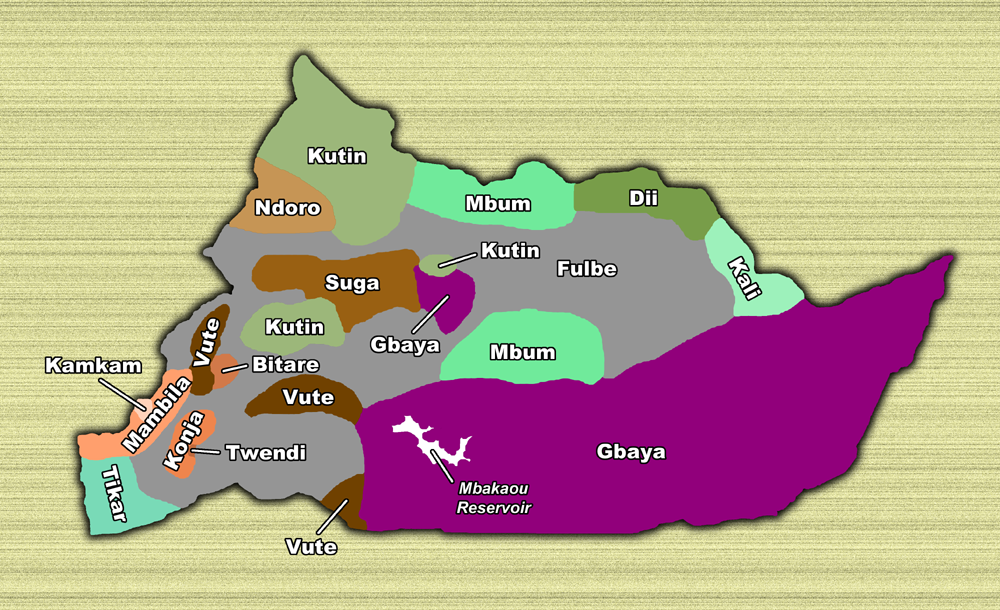
Localisation des Konja (en orange) à l'ouest de la Région de l'Adamaoua.

Les Kwanja (ou Kondja, Konja) sont une population vivant au Cameroun, dans la Région de l'Adamaoua, au centre du département de Mayo-Banyo, principalement dans les arrondissements de Banyo et Bankim.

## Langue
Ils parlent le kwanja, une langue bantoïde septentrionale du groupe mambila, dont le nombre total de locuteurs était estimé à 10 000 en 2011.